# 馮廣
馮廣（1443年—？），字永公，河南開封府鄭州人，民籍，明朝政治人物。

## 生平
河南鄉試第五十六名舉人，成化八年（1472年）中式壬辰科會試第八名，三甲第六十三名進士。授桐城縣知縣。

## 家族
曾祖馮惟敬；祖父馮信；父馮紀璋。